# Bjällerups kyrka
Bjällerups kyrka är en stenkyrka i Stora Bjällerup. Den tillhör S:t Staffans församling i Lunds stift. Kyrkan var församlingskyrka fram till år 2000 då Bjällerups församling uppgick i S:t Staffans församling.

## Kyrkobyggnaden
Kyrkan uppfördes troligen någon gång på 1100-talet.
Koret är smalt och hade tidigare en absid som revs på 1800-talet. Tornet är kraftigt och möjligen byggt för försvarsändamål.
Inne i kyrkan finns kalkmålningar samt en kyrkport från 1300-talet. Runt altaret finns golvtegel från medeltiden.

## Inventarier
- Dopfunten av sandsten är från medeltiden.
- En madonnabild i trä är från 1400-talet.
- Predikstolen är från senare delen av 1800-talet.
- På altarmålningen från 1890-talet finns en bild av den indiske guden Shiva.[källa behövs]

### Orgel
- 1854 byggde Sven Fogelberg, Lund en orgel med 7 stämmor.
- 1934 byggde Olof Hammarberg, Göteborg en orgel med 12 stämmor.
- Den nuvarande orgeln byggdes av J. Künkels Orgelverkstad AB, Lund och är en mekanisk orgel.

| Manual        | Pedal      | Koppel  |
| Gedackt 8´    | Subbas 16´ | Man/Ped |
| Principal 4´  | Pommer 4'  |         |
| Rörflöjt 4'   |            |         |
| Waldflöjt 2'  |            |         |
| Mixtur 3 chor |            |         |

## Galleri

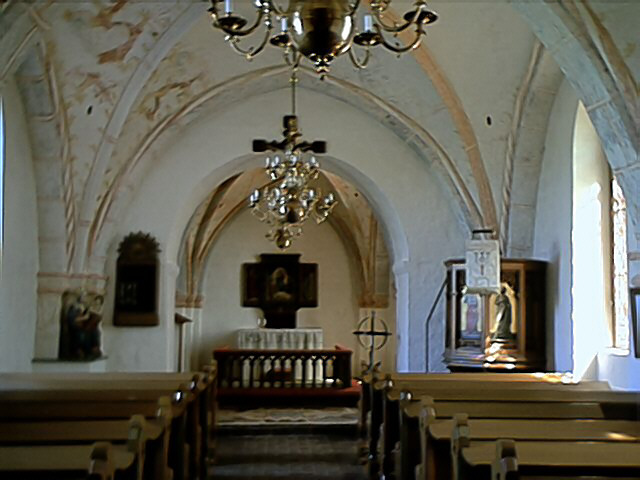
Kyrkorummet
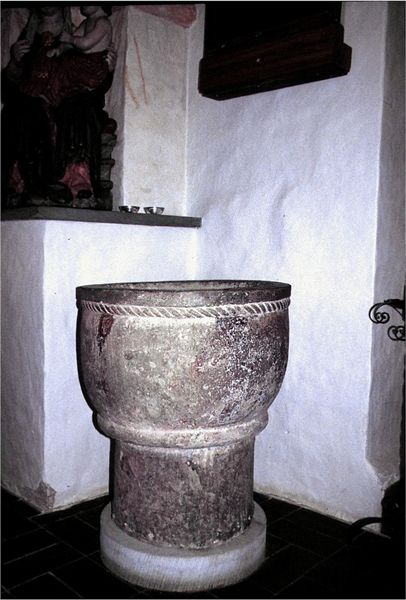
Dopfunt
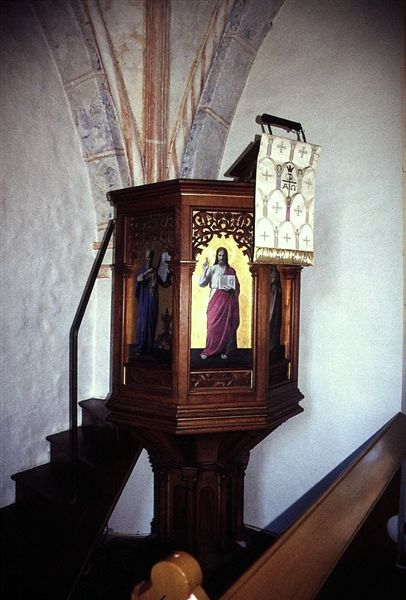
Predikstol
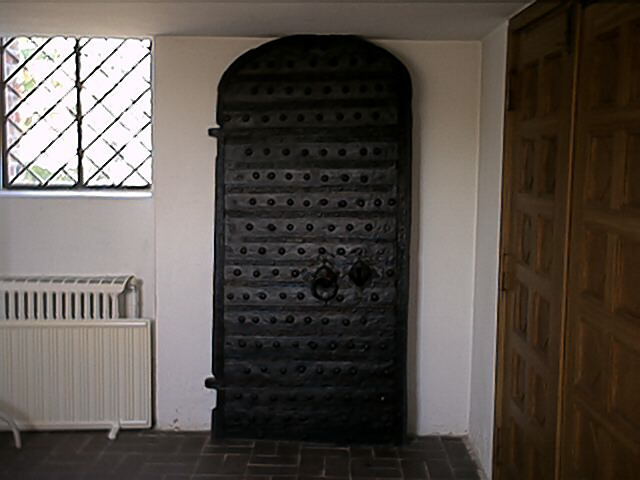
Kyrkport från 1300-talet